# Барвінський Павло Якович
Барвінський Павло Якович (справжнє прізвище Ізраїльтянко; 1862, с. Борисівка, тепер смт. Бєлгородської області — 21 серпня (4 вересня) 1908, с. Борисівка) — український актор, драматург, культурний діяч.

## Життєпис
Навчався в Московській консерваторії, виступав на сцені театрів України, Росії, Польщі у складі труп М. Кропивницького, М. Старицького, Руського народного театру в Галичині, був антрепренером власної театральної трупи (1900). У нарисах, оповіданнях та п'єсах, у публічних виступах, на театральній сцені популяризував твори Шевченка, брав участь у відзначенні ювілейних днів поета. На основі сюжету поеми «Гайдамаки» створив 1897 однойменну героїко-патріотичну драму (1897), де використав тексти поезії Шевченка. Драма Барвінського була заборонена цензурою до вистав та друку. Традиції Шевченка знайшли продовження у п'єсах Барвінського «За віру» (1897), «Каторжна», «Загублений вік» (обидві 1898), «Орли України» (1895) та ін.
Павло Барвінський писав свої твори (у нього дванадцять оповідань і п'ятнадцять п'єс) українською мовою і лише два оповідання — «В лісі», «Непорозуміння» — написані російською мовою.

## П'єси
Серед драматургічного доробку Барвінського:
П'єси заборонені цензурою
- Орли України (п'єса, 1895; заборонена цензурою)
- Гайдамаки, за Т. Шевченком (п'єса, 1897; заборонено цензурою)
- За віру (п'єса, 1897; заборонено цензурою)
- Запорізьке добро (п'єса, 1898; заборонено цензурою)
- Сатана. Володар пітьми (п'єса, 1903; заборонено цензурою)

П'єси що мали ввійшли до III тому "Творів" письменника, який так і не вийшов через смерть письменника у 1908 році
- «Насильно криницю рити – води не пити» (драма, 1894)
- "Загублений вік" (п'єса на 5 дій, 1897)
- "Нігіліст" (комедія на 5 дій, ?)
- "Марко проклятий", за О. Стороженком (оперета на 5 дій, 1897)

П'єси що ввійшли до II тому "Творів" письменника
- "Каторжна" також відома як "Жертва" (історична драма на 5 дій, 1898)

- Сучасний Дон-Кіхот (драма на 4 дії і 5 картин, 1898)
- Енеїда, за І. Котляревським (комічна оперета в 6-ти діях і 7 одмінах, 1901)
- Антось Дукат (драма на 5 дій, 1908)

## Видання
- Павло Барвінський. Твори, Том 1. Нариси і оповідання. Полтава: Електрична друкарня Ф. Шіндлера. 1907. 228 стор.: портр.[4]
- Павло Барвінський. Твори, Том 2. Драматичні твори. Полтава: Електрична друкарня Ф. Шіндлера. 1908. 258 стор.: портр.[5]

### Нові видання
- Оповідання «Мазепа» П. Барвінського надруковане в книзі В. В. Оліфіренко, С. М. Оліфіренко. Слобожанська хвиля. Навчальний посібник-хрестоматія з української літератури Північної Слобожанщини. Донецьк: Східний видавничий дім, 2005. — 280 с.